# 1996年11月逝世人物列表
1996年逝世人物列表：1月 - 2月 - 3月 - 4月 - 5月 - 6月 - 7月 - 8月 - 9月 - 10月 - 11月 - 12月
1996年11月逝世人物列表，是用於匯總1996年11月期間逝世人物的列表。

## 依日期排序

### 1日
- 馬蒂·布阿比德，68歲，摩洛哥總理。
- 席德·卡恩，85歲，英格蘭足球運動員和經理。[1]
- 萊塞特·達森瓦爾，84歲，法國舞蹈家。[2]
- 埃德加多·恩里克斯，84歲，智利醫生、學者和政治家。
- 朱尼厄斯·理查·賈耶瓦德內，90歲，斯裡蘭卡總統[3]
- 威廉·約翰斯通，88歲，美國演員。
- 克萊德·林恩，60歲，美國賽車手。
- 埃裡克·賴斯納，83歲，德裔美國土木工程師和數學家。[4]

### 2日
- 伊娃·卡斯迪，33歲，美國歌手和吉他手[5]
- 約翰·G·克羅姆林，94歲，美國海軍軍官和白人至上主義政治家。[6]
- 約瑟夫·蘭伯特·尤斯塔斯，88歲，聖文森特和格林納丁斯總督。
- 皮埃爾·格裡瑪律，83歲，法國古典語言學家。[7]
- 姜孝實，64歲，韓國女演員。
- 严济慈，97歲，中華民國中央研究院第1屆(數理科學組)院士[8]
- 尚蒂·斯瓦魯普·拉納，47歲，印度軍官，陣亡。
- 勞倫斯·L·斯洛斯，83歲，美國地質學家。
- 阿尼·圖阿德爾斯，40歲，菲律賓籃球運動員

### 3日
- 让-贝德尔·博卡萨，75歲，中非共和國第二任總統和中非皇帝[9]
- 威廉·克拉克，45歲，美國藍調口琴演奏家和歌手。[10]
- 雷·曼斯菲爾德，55歲，美國橄欖球運動員[11]
- 瑪麗安·普萊齊亞，79歲，波蘭歷史學家。[12]
- 巴里·波特，57歲，英國政治家，癌症。
- 葉文謝爾班，50歲，烏克蘭商人和政治家，被刺殺。
- 以撒·M·泰勒，75歲，美國醫學學者[13]
- 阿卜杜拉·恰特利，40歲，土耳其民族主義者，灰狼隊領導人。

### 4日
- 罗竹风
- T.文森特·利爾森，84歲，美國IBM董事長兼首席執行官。[14]
- 雷·林恩，76歲，美國爵士小號手。
- 康斯坦丁·洛克捷夫，63歲，俄羅斯冰球運動員[15]
- 戈特利布·韋伯，86歲，瑞士自行車運動員。[16]

### 5日
- 邦尼·布雷肯里奇，93歲，美國演員和變裝皇后。[17]
- 艾倫·布魯薩德，67歲，美國法官。[18]
- 埃迪·哈裡斯，62歲，美國爵士音樂家[19]
- 華金·蒙塞拉特，75歲，西班牙喜劇演員和兒童節目主持人。
- 威廉·斯特姆，56歲，德國足球運動員。[20]
- 楊意龍，47歲，香港裔美國歷史學家和政治家。

### 6日
- 哈裡·布羅菲，80歲，英格蘭足球運動員。
- 瓦迪姆·伊萬諾夫，53歲，俄羅斯足球運動員 俄羅斯足球運動員和經理。
- 法雲慈友，72歲，英國Rōshi。[21]
- 德拉甘·克雷索亞，50歲，塞爾維亞電影導演。
- 湯米·勞頓，77歲，英格蘭足球運動員和經理[22]
- 理查·尼爾森，57歲，美國戲劇燈光設計師。[23]
- 馬里奧·薩維奧，53歲，美國活動家和伯克利言論自由運動成員[24]

### 7日
- 克勞德·阿克，57歲，奈及利亞政治學家[25]
- 博福德·T·安德森，74歲，美國陸軍士兵，榮譽勳章獲得者。
- 費利西亞諾·森圖里翁，34歲，巴拉圭視覺藝術家，死於愛滋病相關併發症。
- 比爾·奇澤姆，87歲，美國田徑運動員。[26]
- 卡梅爾·瓊斯，60歲，美國爵士小號手[27]
- 漢斯·克洛特，82歲，德國足球運動員。[28]
- 斯韋雷·科爾特魯德，88歲，挪威北歐兩項滑雪運動員。[29]
- 薩爾瓦多·勞里切拉，74歲，意大利政治家、市長。
- 波什·普里查德，77歲，美國國家橄欖球聯盟橄欖球運動員。[30]
- 賈賈·瓦楚庫，78歲，尼日利亞王子、政治家、外交家和泛非主義者。

### 8日
- 安德列斯·里韋羅·阿圭羅，91歲，古巴政治家。
- 勞倫斯·巴克斯特，42歲，英國統計學家。
- 彼得·福勒，73歲，英國物理學家。
- 約翰內斯·弗羅明，86歲，德國馬具賽車手和教練。[31]
- 佛蘭克林·格裡茨，81歲，美國原住民畫家和商業藝術家。
- 馬修斯一世，89歲，馬蘭卡拉東正教敘利亞教會的印度最高靈長類動物。[32]
- 小沼丹，78歲，日本作家。
- 悉尼·塞爾文，62歲，英國醫生和醫學家，死於多系統萎縮。

### 9日
- 古德蒙杜爾·阿恩勞格松，83歲，冰島棋手。
- 喬·吉茲，51歲，加拿大律師和政治家，死於癌症。
- 蜜雪兒·米特拉尼，66歲，法國電影導演和編劇。[33]
- 第一代謝菲爾德男爵羅傑·馬金斯，92歲，英國外交官。[34]
- 阿爾文·斯特雷特，76歲，美國割草機旅行者。
- 植田義巳，90歲，日本籃球運動員和管理員。

### 10日
- 伊瑪目阿利姆蘇丹諾夫，39歲，車臣流行吟遊詩人和民謠歌手，被殺。
- 傑克·埃文斯，68歲，加拿大冰球運動員和教練[35]
- 亞基·卡扎菲，19歲，美國說唱歌手[36]
- 理查·梅奧，94歲，美國陸軍將軍和運動員。
- 馬喬裡·普羅普斯，85歲，英國記者。
- 馬尼克·瓦爾馬，70歲，印度古典歌手。
- 周谷城，98歲，中國政治家。

### 11日
- 珍妮絲·阿黛爾，91歲，英國電影女演員。
- 喬·貝克，48歲，美國歌手和詞曲作者[37]
- 尤金·大衛，92歲，愛爾蘭橄欖球聯盟足球運動員和教練。
- 柯特·戈蘭森，87歲，瑞典將軍和陸軍司令。
- 拉姆·哈里斯，81歲，美國棒球運動員，教練，經理和球探[38]
- 保羅·盧薩卡，61歲，尚比亞政治家和外交官。
- 戈伯·索塞比，81歲，美國賽車手，死於農業事故。

### 12日
- 湯瑪斯·米勒·貝爾，73歲，加拿大政治家、律師和大律師。
- 唐·凱尼恩，72歲，英國板球運動員。
- 黎元康，65歲，南越指揮官。
- 彼得·利茲，79歲，美國演員[39]
- 科德爾·雷根，53歲，美國歌手和活動家[40]
- 湯姆·里德，70歲，愛爾蘭橄欖球運動員。
- 維陶塔斯·扎拉克維丘斯，66歲，立陶宛電影導演和作家。[41]

### 13日
- 比爾·道格特，80歲，美國爵士樂和R&B鋼琴家和管風琴家[42]
- 瓊·蓋爾，85歲，美國女演員[43]
- 詹姆斯·加洛韋，68歲，美國電影剪輯師。
- 阿爾瑪·基切爾，美國演唱會歌手。[44]
- 卡佳·梅德博，50歲，挪威女演員，自殺身亡。
- 斯瓦米·拉瑪，印度瑜伽大師。
- 鮑比·維爾，37歲，澳大利亞天文學家，死於腦癌。

### 14日
- 吉姆·巴克斯，68歲，美國職業棒球大聯盟球員[45]
- 約瑟夫·伯納丁，68歲，美國天主教樞機主教[46]
- 內爾·布萊恩，74歲，美國風景畫家和水彩畫家。[47]
- 佛吉尼亞·切里爾，88歲，美國女演員[48]
- 朱利亞諾·朱利安尼，38歲，義大利足球運動員，死於愛滋病併發症。
- 諾達爾·格瓦卡里亞，64歲，蘇聯水球運動員。
- 梅里德爾·勒蘇爾，96歲，美國作家。[49]
- 德里克·馬洛，58歲，英國劇作家、小說家、畫家。
- 艾爾曼·塞維斯，81歲，美國人類學家。[50]
- 雅科米娜·范登伯格，86歲，荷蘭體操運動員和奧運選手。[51]

### 15日
- 威廉·博丁頓，85歲，美國曲棍球運動員和奧運選手。[52]
- 埃利斯·韋恩·費爾克，48歲，美國男子，被判犯有謀殺罪[53]
- 亨利·弗里德蘭德，92歲，以色列印刷師和書籍設計師。[54]
- 威廉·E·霍爾，83歲，美國海軍預備役軍官，榮譽勳章獲得者。
- 阿爾傑·希斯，92歲，美國國務院官員，涉嫌間諜。[55]
- 小約翰·J·倫齊尼，49歲，美國純種平地賽馬訓練師。
- 莉拉·尚利，86歲，美國特技演員，女演員和運動員，心力衰竭而死。
- 艾哈邁德·扎基，65歲，馬爾地夫總理。

### 16日
- 雷金納德·貝文斯，88歲，英國政治家。
- 東迪尼奧，79歲，巴西足球運動員和經理。
- 喬·岡薩雷斯，81歲，美國職業棒球大聯盟球員。[56]
- 詹斯·彼得·漢森，69歲，丹麥足球運動員。
- 馬蘇德·卡里姆，60歲，孟加拉國作詞人。
- 利亞姆·諾頓，52歲，愛爾蘭高級蓋爾政治家，死於交通事故。
- 傑克·波普爾韋爾，85歲，英國作家和劇作家。
- 本傑明·亞瑟·誇爾斯，92歲，美國歷史學家、教育家和作家[57]
- 瓦西爾·斯帕索夫，76歲，保加利亞足球運動員和經理。[58]

### 17日
- 蜜雪兒·阿布魯佐，91歲，義大利演員。[59]
- 格斯·凱爾，73歲，加拿大冰球運動員。[60]
- 卡爾-海因茨·莫勒，86歲，二戰期間德國U艇指揮官。
- 霍士廉，87歲，中國政治家。
- 庫爾特·馮·魯芬，95歲，德國演員和歌劇歌手。

### 18日
- 安東尼耶·阿布拉莫維奇，77歲，黑山東正教大主教。
- 鮑勃·貝爾帕克，53歲，加拿大足球教練。
- 季諾維·格爾特，80歲，蘇聯/俄羅斯演員。
- 道格拉斯·格斯特，80歲，英國管風琴家和指揮家。[61]

- 查理斯·黑爾，81歲，英國網球運動員。
- 雷蒙德·哈威，76歲，美國陸軍中校，榮譽勳章獲得者。
- 詹姆斯·斯圖爾特·霍爾登，82歲，美國律師和法官。
- 伊芙琳·胡克，89歲，美國心理學家。[62]
- 格裡爾·蘭克頓，38歲，美國藝術家和玩偶製造商[63]
- 查理尼爾，65歲，美國棒球運動員[64]
- 約翰·瓦索爾，72歲，英國公務員和間諜[65]
- 艾蒂安·沃爾夫，92歲，法國生物學家。
- 朱祖祥，80歲，中國教育家。

### 19日
- 加布里埃爾·阿隆索，73歲，西班牙足球運動員。[66]
- 哈裡·安德森，90歲，美國插畫家。[67]
- 格蕾絲·貝茨，82歲，美國數學家。[68]
- 米爾頓·卡彭特，91歲，美國政治家。
- 菲爾·漢金森，45歲，美國籃球運動員[69]
- 妮可·哈斯勒，55歲，法國花樣滑冰運動員和奧運選手。[70]
- 維拉·科雷內，95歲，俄裔法國女演員和歌手。

### 20日
- 廖熾鴻，嘉利大廈大火殉職消防員
- 伯特·阿衝，67歲，特立尼達和多巴哥科學家，死於腦腫瘤。
- 延斯·博耶森，76歲，挪威外交官和政治家。
- 丹尼·戴爾，91歲，美國電影導演和編舞。[71]
- 利亞姆·道林，65歲，愛爾蘭投手。
- 古斯特·格斯特滕鮑爾，82歲，德國演員。[72]
- 比爾·塞爾斯，79歲，美國棒球運動員。[73]
- 弗朗西斯澤克·斯特林凱維奇，103歲，波蘭雕塑家。
- 比爾·弗農，59歲，美國廣播名人。

### 21日
- 賽義德·穆罕默德·穆赫塔爾·阿什拉夫，印度蘇菲派聖人，精神領袖和伊斯蘭學者。
- 桑德羅·康蒂內薩，76歲，義大利編劇。[74]
- 查克·霍華德，63歲，美國電視高管，電視體育廣播的先驅[75]
- 埃爾莫·蘭利，68歲，美國NASCAR車手和車主[76]
- 劉邦友，53歲，臺灣政治人物，遇害。
- 伯納德·羅斯，80歲，英國管風琴家、軍人和學者。[77]
- 阿卜杜勒·萨拉姆，70歲，巴基斯坦物理學家，諾貝爾獎獲得者[78]

### 22日
- 史蒂芬妮·巴謝勒，84歲，美國電影女演員。
- 彼得·巴伯，71歲，澳大利亞情報官員和外交官。
- 加勒特·伯克霍夫，85歲，美國數學家。[79]
- 雷·布蘭頓，66歲，美國商人和政治家。
- 沃爾特·布斯，68歲，德國電影剪輯師和導演。[80]
- 瑪麗亞·卡薩雷斯，74歲，西班牙裔法國女演員[81]
- 威利·德博文，57歲，比利時公路自行車賽車手。[82]
- 特倫斯·多諾萬，60歲，英國攝影師和電影導演[83]
- 羅伯特·若林，68歲，法國民族學家。[84]
- 馬克·萊納德，72歲，美國演員[85]
- 阿德尼蘭·奧貢桑亞，78歲，尼日利亞律師和政治家。
- 埃德蒙·泰斯克，85歲，美國攝影師。[86]

### 23日
- 奥布里·戴维斯
- 穆罕默德·阿明，53歲，肯亞攝影記者[87]
- 讓-保羅·埃爾坎，74歲，法國銀行家。[88]
- 肯·萊恩，83歲，美國音樂家。[89]
- 夏洛特·皮爾斯，92歲，美國女演員。
- 小阿特·波特，35歲，美國爵士薩克斯手[90]
- 伊芙·里默，59歲，紐西蘭殘奧會運動員。
- 伊德里斯·沙阿，72歲，印度蘇菲派作家和教師。[91]
- 蒂姆·威爾遜，42歲，美國橄欖球運動員。[92]

### 24日
- 洛倫·貝恩，74歲，美國棒球運動員。[93]
- 愛迪生·傑尼索夫，67歲，俄羅斯蘇聯作曲家。[94]
- 保羅斯·格雷戈里奧斯，74歲，印度大都會。
- 威廉·約翰斯通，88歲，美國演員。
- 圖普阿·盧佩納，74歲，圖瓦盧總督。
- 索利·麥克萊恩，85歲，蘇格蘭蓋爾語詩人。[95]
- 路易斯·弗雷德里克，73歲，法國印度學家。[96]
- 邁克爾·奧赫希爾，76歲，愛爾蘭體育評論員和記者。
- 泰特斯·奧容，69歲，羅馬尼亞足球運動員和經理。[97]

### 25日
- 里卡多·洛佩斯·阿蘭達，61歲，西班牙劇作家。[98]
- 唐·多比，69歲，澳大利亞政治家。
- 漢斯·朱拉，75歲，奧地利電影攝影師。
- 瑪格麗特·里奧奇，89歲，美國心理治療師。[99]
- 查理斯·斯托克斯，94歲，美國政治家、法學家和律師[100]

### 26日
- 邁克爾·本廷，74歲，英國喜劇演員，死於前列腺癌。
- 諾曼·勒布羅克，74歲，英國共產主義者、工會活動家和二戰期間的抵抗領袖。
- 伊莎貝拉·亨麗埃特·範·伊根，83歲，荷蘭歷史學家。[101]
- 吉多·格拉頓，64歲，意大利足球運動員。[102]
- 瓊·哈蒙德，84歲，澳大利亞歌劇女高音。[103]
- 菲利普·赫希霍恩，50歲，拉脫維亞小提琴家[104]
- 埃爾雷·博爾赫·傑普森，89歲，美國航空先驅。[105]
- 比爾·麥克埃爾韋恩，93歲，美國橄欖球運動員兼教練。[106]
- 納林德·辛格·蘭達瓦，69歲，印度農業科學家和作家。
- 保羅·蘭德，82歲，美國平面設計師[107]

### 27日
- 巴羅特，70歲，菲律賓喜劇演員和演員，死於糖尿病併發症。
- 小尼古拉斯·L·比塞爾，49歲，美國律師和欺詐者[108]
- 阿洛伊西奧·博爾赫斯，78歲，巴西現代五項運動員。[109]
- 弗拉基米爾·菲爾，73歲，克羅埃西亞足球運動員。
- 傑克·佩恩，南非整形外科醫生、雕塑家和作家。

### 28日
- 查理斯·佈雷斯勒，70歲，美國男高音。[110]
- 哈蘭·漢森，71歲，美國教育家，大學先修課程主任。[111]
- 羅伯特·J·麥克洛斯基，74歲，美國外交官。[112]
- 約翰·賈弗斯，73歲，美式橄欖球運動員和教練。[113]
- 唐·麥克尼爾，78歲，美國網球冠軍。[114]
- 安娜·波拉克，84歲，英國歌劇歌手。[115]

### 29日
- 迪克·比爾達，77歲，美國橄欖球運動員。[116]
- 喬丹·克羅寧韋斯，61歲，美國電影攝影師[117]
- 丹·弗萊文，63歲，美國極簡主義藝術家[118]
- 鄧尼斯·詹金森，75歲，英國賽車運動記者。
- 德拉戈斯拉夫·斯雷約維奇，65歲，塞爾維亞考古學家、文化人類學家和歷史學家。[119]
- 鮑勃·斯圖伯，75歲，美國橄欖球運動員。[120]

### 30日
- 泰德·佩托斯基，85歲，美國運動員，三項運動的教練和體育總監。
- 卡塞姆·斯利馬尼，48歲，摩洛哥足球運動員。
- 馬克斯·湯普森，74歲，美國陸軍士兵，榮譽勳章獲得者。
- 小蒂姆，64歲，美國音樂家[121]
- 彭婉如，47歲，臺灣政治家
- 約翰·威廉姆森，45歲，美國籃球運動員[122]

### 日期不詳
- 杜瑞兰